# Nástraha

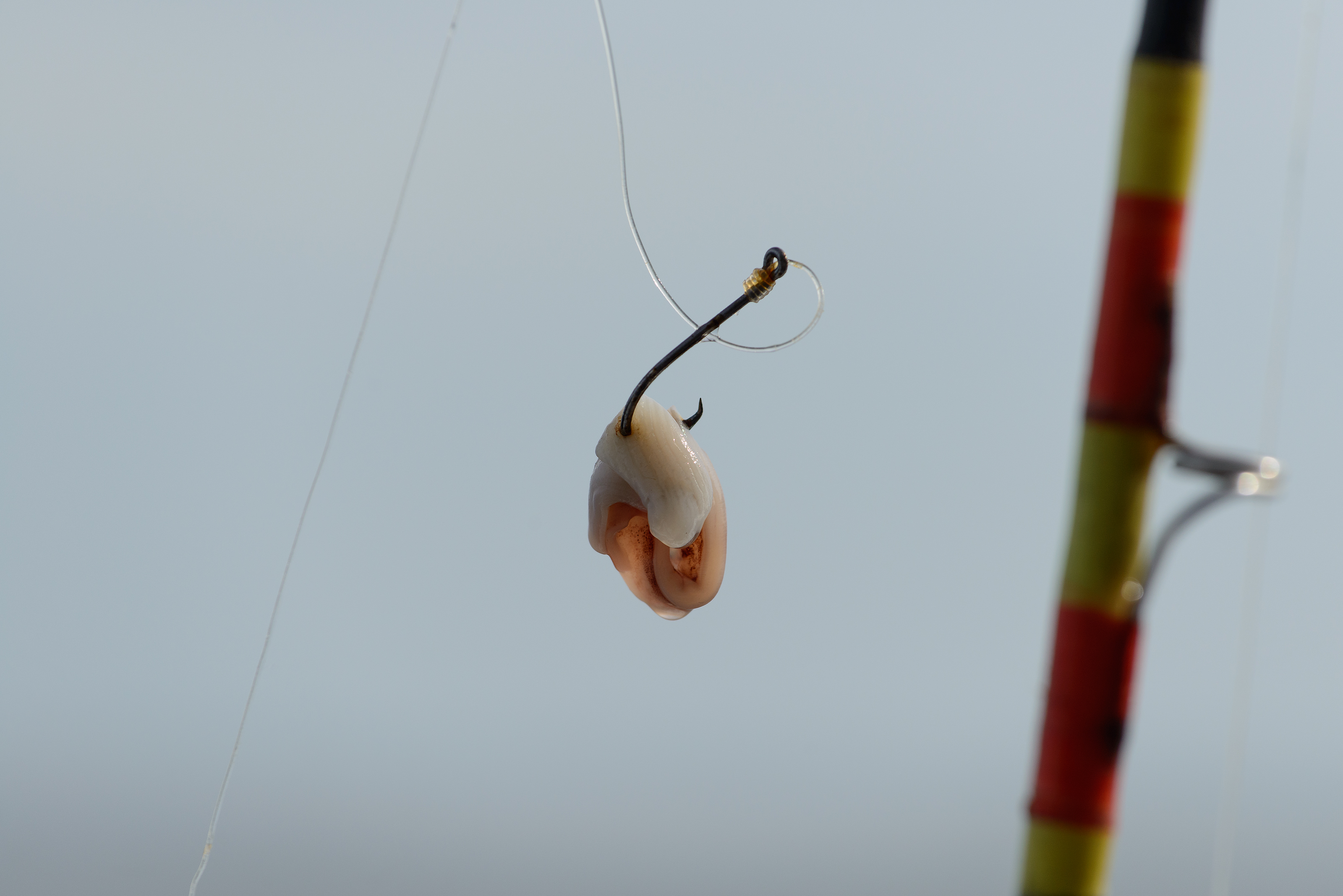
Rybářská nástraha

Jako nástraha se v rybaření označuje cokoli, co slouží jako potrava ryb nebo ji jen připomíná. Je připevněna k rybářskému háčku a jejím účelem je přimět rybu, aby tento háček pozřela. Mezi nerybáři se často používá nesprávný výraz návnada.

## Rozdělení nástrah

### Přirozené nástrahy
Přirozené nástrahy jsou buď přímo rostliny nebo živočichové či jejich části a nebo jsou to nástrahy, které jsou z nich vyrobeny (např. různá těsta). Dělí se podle svého původu:

#### Nástrahy rostlinného původu
- brambory
- luštěniny (zejména hrách)
- kukuřice
- rýže
- chléb i jiné pečivo
- různá těsta
- těstoviny
- ovoce
- chomáče zelených řas (obzvláště v letních měsících)

#### Nástrahy živočišného původu
- rousnice (i jiné druhy žížal)
- larvy a kukly různých druhů hmyzu – často se souhrnně označují jako „červi“
- jepice
- nitěnky
- menší ryby nebo jejich části
- slanina
- různé druhy sýrů

### Umělé nástrahy
Umělé nástrahy jsou vyrobeny z materiálů jako je například dřevo, kov či plasty a slouží k lovu dravců. Z tohoto důvodu k nim bývá připevněn jeden či více háčků (jednoduchých, dvoj- i trojháčků). Mezi základní typy umělých nástrah patří například:
- wobler
- twister
- rotační třpytka
- plandavka
- umělá muška
- streamer
- tailspinner
- spinnerbait
- cikády
- chatterbait

Každý typ se pak vyrábí v nejrůznějších barvách a velikostech. K nejznámějším společnostem vyrábějícím umělé nástrahy patří finská Rapala či americká Mepps která patří k nejvýznamnějším producentům rotačních třpytek na světě.